# 戈紹 (聖加侖州)

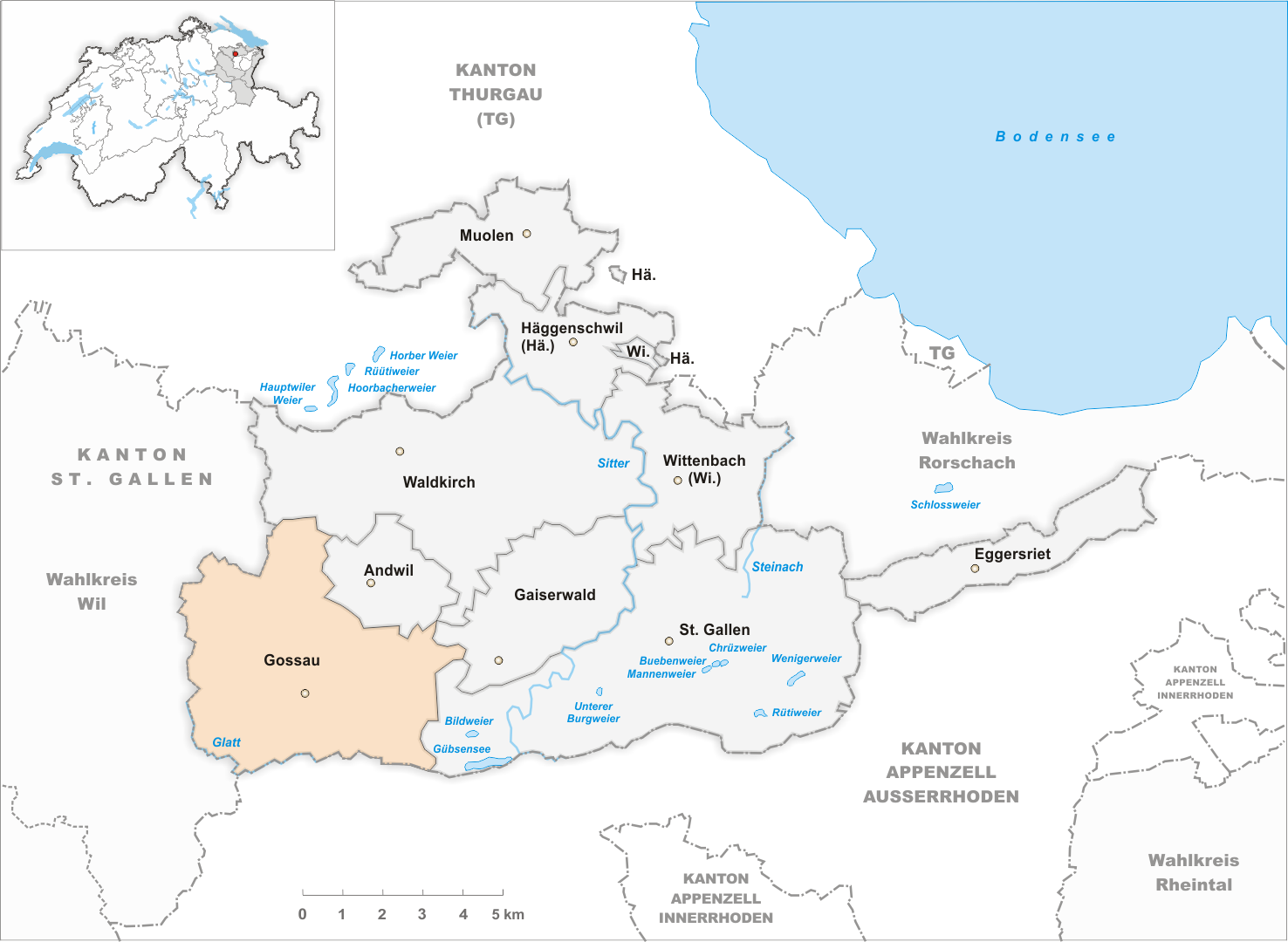
戈绍市地图

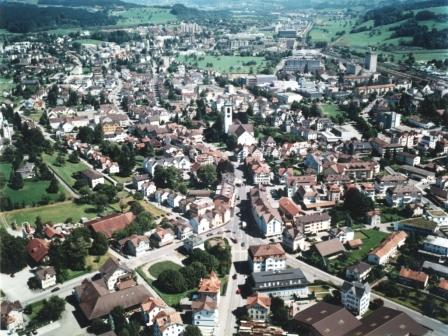
从空中俯瞰戈绍市

戈紹（德語：Gossau）是瑞士联邦的城镇，位於該國西北部，由聖加侖州負責管轄，面積为27.51平方公里，海拔高度638米，2017年12月31日人口为18,171人，其中六成居民信奉羅馬天主教。

## 外部連結
- 戈绍市官网 （页面存档备份，存于） （德文）